# Luxemburgse parlementsverkiezingen 1954
De Luxemburgse parlementsverkiezingen van 1954 werden op 30 mei 1954 gehouden. In tegenstelling tot de voorgaande verkiezingen van 1948 en 1951 stonden alle zetels in de Kamer van Afgevaardigden op het spel.
Nadat premier Pierre Dupong (CSV) eind 1953 plots was overleden, was het premierschap van Luxemburg overgenomen door zijn partijgenoot (en oud-premier) Joseph Bech. Bij de verkiezingen van 1954 veroverden de christendemocraten 26 van de 52 zetels, net geen meerderheid. De zittende regering-Bech-Bodson, een coalitie tussen CSV en de sociaaldemocratische LSAP, bleef vervolgens tot 1958 aan de macht.

## Uitslag
| Partij | Partij                                                                                   | %    | Zetels | Verandering |
|        | Christelijk-Sociale Volkspartij (Chrëschtlech Soziale Vollekspartei)                     | 45,2 | 26     | +5          |
|        | Luxemburgse Socialistische Arbeiderspartij (Lëtzebuerger Sozialistesch Aarbechterpartei) | 32,8 | 17     | -2          |
|        | Democratische Groep (Groupement démocratique)                                            | 12,3 | 6      | -2          |
|        | Communistische Partij van Luxemburg (Kommunistesch Partei Lëtzebuerg)                    | 7,3  | 3      | -1          |
| Totaal | Totaal                                                                                   |      | 52     |             |